# Hans Berger (neuroloog)
Hans Berger (Neuses (vlak bij Coburg), 21 mei 1873 - Jena, 1 juni 1941) was een Duitse psychiater en neurowetenschapper. Hij is bekend geworden doordat hij de eerste was die een elektro-encefalogram van mensen maakte. Hij is tevens de ontdekker van de type-alfa-hersengolven.

## Achtergrond
Berger had eigenlijk astronomie willen studeren. Toen hij rond 1890 in het Duitse leger zat, ontsnapte hij op het nippertje aan een zware verwonding. Zijn zus had, ondanks dat ze vele kilometers verderop zat, het gevoel dat Berger in gevaar was, en zorgde dat haar vader hem een telegram stuurde. Dit verbaasde Berger zo, dat hij overstapte naar de studie psychologie.
Hij studeerde medicijnen aan de universiteit van Jena, waar hij in 1897 zijn doctoraat behaalde. In 1900 werd hij ingehuurd als assistent van Otto Ludwig Binswanger (1852-1929), de voorzitter van de psychiatrische en neurologische afdeling van de universiteit. Hij werkte samen met twee beroemde wetenschappers en artsen, Oskar Vogt (1870-1959) en Korbinian Brodmann (1868-1918), in een onderzoek naar bepaalde hersenfuncties. Hij werd professor in 1906 en verving Binswanger in 1919. Later werd hij rector aan de universiteit van Jena (1927-1928) en uiteindelijk werd hij emeritus hoogleraar in de psychologie in 1938.

## Onderzoek
Berger had vele interesses op het gebied van neurologisch onderzoek, waaronder psychofysiologie en hersentemperatuur. Zijn grootste bijdrage aan de neurologie was de studie naar elektrische activiteit van het menselijk brein en de ontwikkeling van elektro-encefalografie, waarbij hij verderging met het onderzoek dat Richard Caton (1842-1926) al daarvoor had gedaan op dieren. In 1924 maakte Berger het eerste elektro-encefalogram van een man. Hiervan gebruikmakend was hij ook de eerste die de verschillende golven en ritmes beschreef die aanwezig waren in de hersenen, zoals de alfa-hersengolven. Berger bestudeerde en beschreef ook als eerste de verschillen tussen elektro-encefalogrammen gemaakt van mensen met ziektes zoals epilepsie.

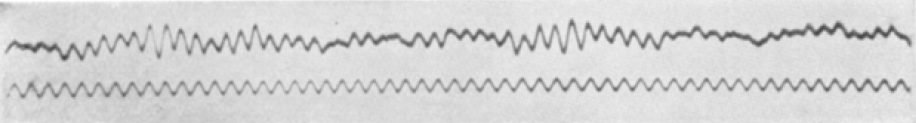
Voor het eerst gepubliceerde elektro-encefalogram van een mens.

## Dood
De Tweede Wereldoorlog en het nazisme hadden zodanig veel effect op zijn werk en privéleven dat Hans Berger op 68-jarige leeftijd in 1941 zelfmoord pleegde door ophanging.